# Kap Christie
Das Kap Christie ist ein Kap an der Ostküste des ostantarktischen Viktorialands, das gemeinsam mit dem 8 km ostnordöstlich gelegenen Kap Hallett die Einfahrt von der Moubray Bay zum Edisto Inlet begrenzt.
Entdeckt wurde es am 15. Januar 1841 vom britischen Polarforscher James Clark Ross bei dessen Antarktisexpedition (1839–1843). Ross benannte das Kap nach dem britischen Naturforscher Samuel Hunter Christie (1784–1865), Dozent an der Royal Military Academy Woolwich.